# Copa de la Asociación
La Copa de la Asociación, llamada Santander Cup por motivos de patrocinio, fue una serie de tres pruebas que integran los critérium más importantes del turf español para los potros y potrancas de 2 años. Se creó en el año 2022 para potenciar la cabaña de la generación precoz.
Las tres pruebas que formaban parte de esta competición eran las siguientes:
- Critérium Internacional de San Sebastián - Donostiako Nazioarteko Kriteriuma en el Hipódromo Municipal de San Sebastián sobre una distancia de 1.500 metros. Es la primera prueba que se disputa. Se celebra en el mes de agosto durante la temporada de verano de este hipódromo.
- Gran Criterium en el Hipódromo de la Zarzuela sobre una distancia de 1.600 metros Es la segunda prueba que se disputa. Se celebra en el mes de octubre durante la temporada de otoño de este hipódromo.
- Gran Critérium Ciudad de Dos Hermanas en el Gran Hipódromo de Andalucía sobre una distancia de 1.600 metros Es la última prueba que se disputa. Se celebra en el mes de diciembre durante la temporada de invierno de este hipódromo.

Por cada carrera los potros y potrancas reciben una serie de puntos, dependiendo de su posición. Quien más puntos obtiene a la finalización de la tres pruebas, es coronado como el campeón. Para poder ser considerado campeón, los potros o potrancas tienen que competir en al menos dos de las tres pruebas. Si uno de los potros o potrancas ganan las tres carreras, aparte de los premios por ganar las carreras correspondientes, obtendrá una bonus de 40.000€. 
En 2024 se dejó de disputar esta Copa de la Asociación, a pesar de que en el primer programa y condiciones generales de la temporada 2024 del Hipódromo de la Zarzuela aparecían las condiciones para la celebración de la edición del 2024. Posteriormente, el programa y condiciones generales de la temporada 2024 del Hipódromo de la Zarzuela fue modificado y desapareció toda mención a la edición del 2024, y tampoco hubo mención alguna ni en el programa y condiciones generales de la temporada 2024 del Hipódromo Municipal de San Sebastián ni en el del Gran Hipódromo de Andalucía. Como consecuencia de ello, el Gran Critérium Ciudad de Dos Hermanas no se continuó disputando, ya que ha diferencia del Critérium Internacional de San Sebastián - Donostiako Nazioarteko Kriteriuma y del Gran Criterium, que son dos pruebas históricas para los potros y las potrancas de 2 años en el turf español, esta prueba fue creada para poder celebrar la Copa de la Asociación.

## Calendario[3]
El calendario durante las dos ediciones de la Santander Cup fue el siguiente:
| Prueba | Gran Premio                                                                  | Hipódromo                                           | Fecha     |
| ------ | ---------------------------------------------------------------------------- | --------------------------------------------------- | --------- |
| 1      | Critérium Internacional de San Sebastián - Donostiako Nazioarteko Kriteriuma | Hipódromo Municipal de San Sebastián, San Sebastián | Agosto    |
| 2      | Gran Criterium                                                               | Hipódromo de la Zarzuela, Madrid                    | Octubre   |
| 3      | Gran Critérium Ciudad de Dos Hermanas                                        | Gran Hipódromo de Andalucía, Dos Hermanas           | Diciembre |

## Puntuación[3]
Los puntos que se otorgan por cada carrera, se reparten de la siguiente manera :
| Posición        | Puntos |
| --------------- | ------ |
| 1.º             | 15     |
| 2.º             | 10     |
| 3.º             | 6      |
| 4.º             | 3      |
| 5.º en adelante | 1      |

En el caso de producirse un empate a puntos entre dos o más participantes, será proclamado campeón/campeona el potro o potranca que más victorias haya obtenido. Si persistiese el empate, se tendrán en cuenta el número de segundos puestos obtenidos y así sucesivamente. De continuar la igualdad, la clasificación se decidirá por el puesto obtenido en la última jornada.

## Palmarés

### Caballos
| Año  | Edición | Campeón                               | Puntos | Segundo                                 | Puntos | Tercero                               | Puntos |
| ---- | ------- | ------------------------------------- | ------ | --------------------------------------- | ------ | ------------------------------------- | ------ |
| 2022 | 1.º     | SOMMERSUN (FR) Cuadra AFF SL          | 45     | PETRA (FR) Ecurie des Mouettes          | 11     | WARRIOR´S REVENGE (GB) Yeguada Rocío  | 10     |
| 2023 | 2.º     | SOUVENIR D'ECAJEUL (FR) Yeguada Rocío | 40     | PRINCESS CHILD (FR) Ecurie des Mouettes | 25     | BERIA (GB) Cuadra Mora-Figueroa Hnos. | 10     |

### Entrenadores
| Año  | Edición | Campeón               | Puntos | Segundo               | Puntos | Tercero            | Puntos |
| ---- | ------- | --------------------- | ------ | --------------------- | ------ | ------------------ | ------ |
| 2022 | 1.º     | Francisco Rodríguez   | 45     | Guillermo Arizkorreta | 17     | Ángel Imaz Beloqui | 12     |
| 2023 | 2.º     | Guillermo Arizkorreta | 54     | Ángel Imaz Beloqui    | 27     | Álvaro Soto        | 10     |